# Бекедорф
Беккедорф (нім. Beckedorf) — громада в Німеччині, розташована в землі Нижня Саксонія. Входить до складу району Шаумбург. Складова частина об'єднання громад Ліндгорст.
Площа — 9,83 км2. Населення становить 1454 ос. (станом на 31 грудня 2021).

## Галерея

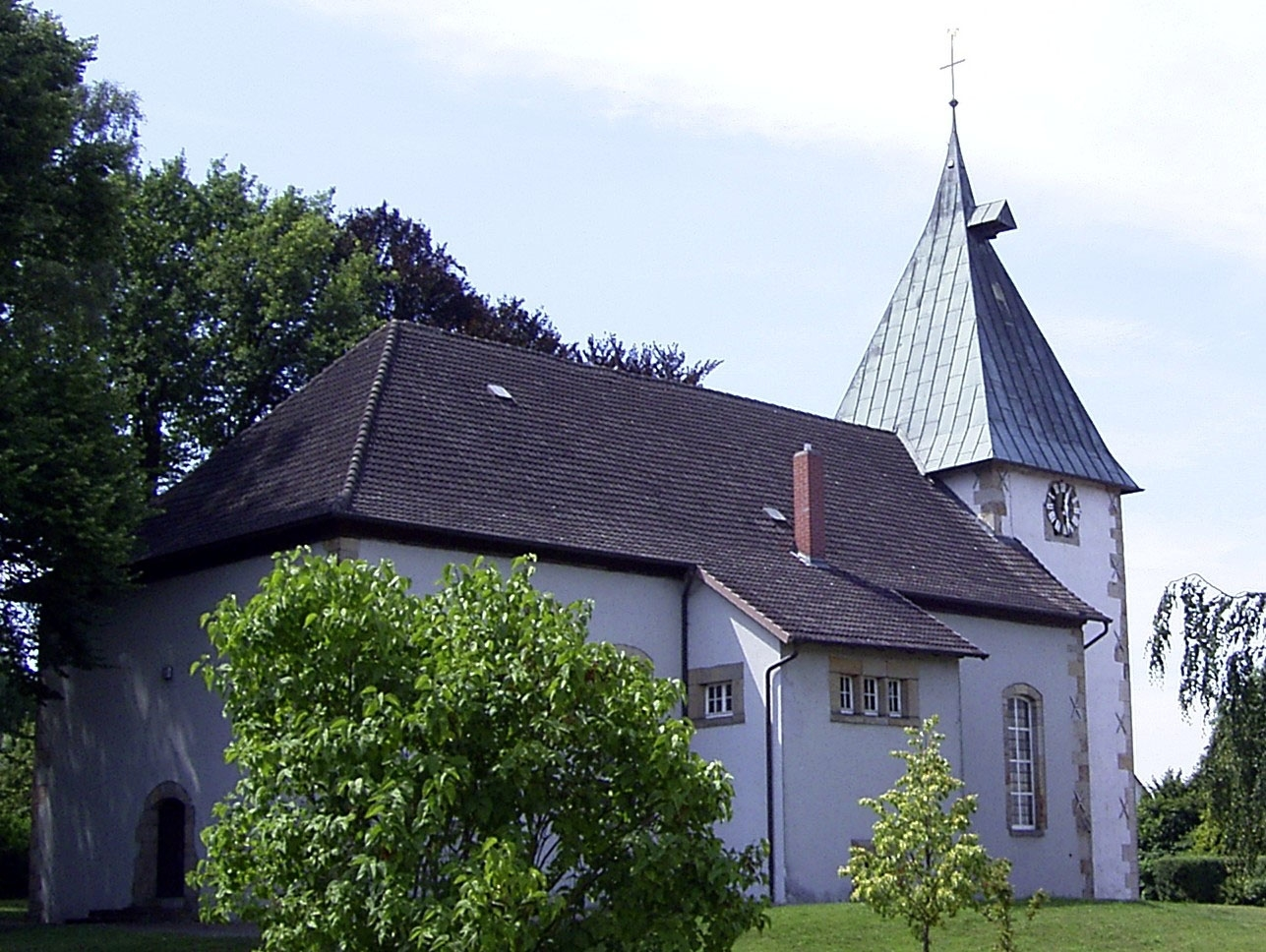